# Quiaios
Quiaios ist eine Gemeinde (Freguesia) in Portugal und gehört zum Kreis (Concelho) von Figueira da Foz.

## Geografie
Der Ort ist 10 km von Figueira da Foz entfernt und liegt 3 km vom Gemeindestrand entfernt, der Praia de Quiaios. Mit dem Höhenzug der Serra da Boa Viagem zur linken Seite liegt der Ort in dem flachen Küstengebiet, das sich nördlich bis zur Ria de Aveiro hinzieht. Der 44 ha große See Lagoa da Braças liegt in den bewaldeten Dünengebieten von Quiaios, der etwa 12 km langen und 6.000 ha großen Mata nacional das dunas de Quiaios.

## Geschichte
Erste Erwähnungen des Ortes finden sich in Aufzeichnungen aus dem neunten Jahrhundert. 1122 vermachte Königin Teresa das Gebiet ihrem Geliebten, doch nach ihrer Absetzung durch ihren Sohn, Portugals ersten König D. Alfonso Henriques, schenkte dieser das Gebiet dem Kloster von Santa Cruz in Coimbra. 1514 erhielt Quiaios von König Manuel I. erstmals Stadtrechte („Foral“).
Bis 1836 bestand der eigenständige Kreis (Concelho) von Quiaios, bevor er aufgelöst und dem Kreis Maiorca angegliedert wurde. 1853 wurde auch dieser aufgelöst und sein Gebiet einschließlich Quiaios' dem Kreis von Figueira da Foz zugeordnet.

## Name
Der Legende nach soll König D. Alfonso Henriques bei seiner Jagd auf Mauren bei der Reconquista in der Gegend von Quiaios fündig geworden sein und laut ausgerufen haben: Aqui há-os! (dt.: Hier gibt es sie), woraus lautmalerisch Quiaios geworden sein soll. Fundierte Thesen deuten den Namen aus phönizischem Ursprung, der auf den Pflanzennamen Qiqayon zurückgehen könnte und über Qiayon- Qiaionus - Kiaius zu Quiaios geworden sein könnte.

## Kultur, Sport und Sehenswürdigkeiten
Neben einer Reihe von Sport- und Kulturvereinen gibt es im Ort Quiaios mit dem 1903 gegründeten Grupo de Instrução e Recreios Quiaiense und dem Quiaios Clube von 1921 zwei alteingesessene Theater. In Praia de Quiaios bietet der Verein Associação „Trilhos d'Esplendor“ organisierte Wanderungen durch die Wald-, Seen- und Dünenlandschaften der Gemeinde an.
Das Centro Hípico de Quiaios (40 Boxen) ist ein professionelles Reitsportzentrum, ebenso das im Gemeindegebiet ansässige Centro Hípico da Figueira da Foz (35 Boxen).
Das Centro de Estágio Rosa Náutica ist ein Fußball-Trainingszentrum und eine Fußballschule.
Am zentral in Quiaios gelegenen Platz Largo Pe. Costa e Silva, mit seinen Grünflächen und dem Pavillon, steht die Capela de Nossa Senhora da Graça aus dem 19. Jahrhundert, die letzte von ursprünglich fünf im Ort bestehenden Kapellen. In ihr finden sich Skulpturen aus dem 15. und 17. Jahrhundert. Unweit davon steht die Gemeindekirche Igreja Paroquial S. Mamede von 1659. In ihr befinden sich sehenswerte Azulejos, Altarretabel aus dem 18. Jahrhundert und eine Figur des Kirchenheiligen S. Mamede aus dem 15. Jahrhundert. Beide Gebäude sind seit 2003 als Imóvel de Interesse Municipal denkmalgeschützt.
An jedem 1. Mai findet der althergebrachte kuriose Umzug O Maio statt, bei dem in unbeschwerter Atmosphäre Frauen in Trachten und mit Körben auf dem Kopf durch Quiaios ziehen und dabei Gegenstände am Weg abstellen, die Familien im Ort am Abend zuvor entwendet wurden. Früher waren dies Krüge, Esel oder landwirtschaftliche Geräte. Am Abend des ersten Freitags eines jeden Septembers findet in der Markthalle von Quiaios ein altertümlicher Markttag statt, bei dem traditionelle Speisen und Produkte von Marktfrauen in Trachten angeboten werden und an überlieferte Bräuche erinnert wird. An jedem zweiten Sonntag des Monats findet zudem ein Flohmarkt am zentralen Platz von Quiaios statt.
Quiaios ist auch bekannt für seine Wurstspezialitäten, die teilweise überregional vermarktet werden, etwa in den Pingo-Doce-Supermärkten.
Alljährlich findet in Praia de Quiaios das Woodrock-Rockfestival statt, das sich vor allem dem Stoner Rock, dem Doom Metal und verwandten Spielarten der Metal- und Rockmusik widmet. Für den 16. bis 18. Juli 2020 ist die achte Ausgabe des Musikfestivals geplant, angekündigt sind u. a. die Bands Witchcraft aus Schweden, Jucifer aus den USA und Zaum aus Kanada.

## Wirtschaft
War die Landwirtschaft in früheren Zeiten der Hauptbeschäftigungszweig in der Gemeinde, so ist dies heute nur noch für 5 % der örtlichen Bevölkerung der Fall. Die bis in die 1960er Jahre betriebene Fischerei wird nur noch wenig und im Nebenerwerb betrieben. Arbeitsplätze finden sich heute hauptsächlich im lokalen Einzelhandel und im Bereich des Schreiner-, des Backhandwerks, des Baugewerbes und in Betrieben der chemischen Industrie und der Kunststoffverarbeitung. Der Fremdenverkehr hat in den letzten Jahren an Bedeutung gewonnen.

## Verkehr
Der Ort hat eine eigene Anbindung an die Autobahn A17 und liegt an der IC1, der Nationalstraße mit der Kennung N109.

## Verwaltung
Quiaios ist Sitz einer gleichnamigen Gemeinde (Freguesia) im Kreis (Concelho) von Figueira da Foz, im Distrikt Coimbra. Am 30. Juni 2011 hatte die Gemeinde 2888 Einwohner auf einer Fläche von 46,4 km².
In der Gemeinde Quiaios liegen die folgenden Orte:
- Ervedal
- Quiaios
- Cova da Serpe
- Casal Novo
- Praia de Quiaios
- Murtinheira
- Saibreira
- Serra de Santa Marinha